# Molíone
Segons la mitologia grega, Molíone (en grec antic: Μολιόνη) va ser una filla de Molos, un heroi fill d'Ares.
Es va casar amb Àctor i va ser mare d'Èurit i de Ctèat, anomenats Moliònides, que generalment es consideren fills de Posidó.